# Katarina Birgersdotter (Bjälboätten)
Katarina Birgersdotter, född troligen före 1245, död omkring 1289, grevinna av Anhalt. Dotter till svenske riksföreståndaren jarl Birger Magnusson (död 1266) och prinsessan Ingeborg Eriksdotter av Sverige (död 1254).
Katarina gifte sig före 17 oktober 1259 med fursten Siegfried I av Anhalt (omkring 1230-1298) och fick flera barn, bland dem fursten Albrekt I av Anhalt.

## Barn
1. Albrekt I av Anhalt-Zerbst, furste av Anhalt-Zerbst (död 1316).
2. Henrik (död 1340/1341), prost i Halberstadt.
3. Siegfried (död 1317), kanik i Magdeburg.
4. Hermann (död efter juni 1328), riddare i Tyska orden, komtur i Dessau 1327.
5. Agnes (död efter augusti 1316), abbedissa i Coswig.
6. Hedwig (död efter februari 1319), abbedissa i Coswig.
7. Elisabet (död efter augusti 1316), nunna i Coswig.
8. Jutta (död efter augusti 1316), nunna i Coswig.
9. Konstanze (död efter augusti 1316), nunna i Coswig.
10. Sophie (död efter januari 1290), gift med Ludvig av Hakeborn.